# Ruine Alt-Dettingen
Die Ruine Alt-Dettingen ist die Ruine einer Niederungsburg am Südwestufer des Überlinger Sees bei Dettingen, einem Stadtteil von Konstanz im Landkreis Konstanz in Baden-Württemberg.
Die Burg wurde von den Herren von Dettingen, zu denen auch der Minnesänger Heinrich von Tettingen oder der Großgebietiger des Deutschen Ordens Werner von Tettingen gehörte, gegen Ende des 12. Jahrhunderts erbaut und vor 1350 aufgegeben. Später war die Burg im Besitz der Kommende Mainau des Deutschen Ordens. Von der ehemaligen Burganlage, die zusammen mit Neu-Dettingen eine Doppelburg darstellt, sind noch Reste der polyganen Ringmauer und die Ruine des Wohnturms erhalten.

## Alt-Dettingen oder Neu-Dettingen
Bisher galt die vor Ort befindliche Ruine als Alt-Dettingen. Nach einer Raubgrabung Ende 2012 stellte sich heraus, dass es sich hier um Neu-Dettingen handelt und Alt-Dettingen somit woanders zu finden ist.
Heutzutage lehnt am Ringmauerrest ein Holzschild, demzufolge die Burg im Dreißigjährigen Krieg zerstört worden sein soll. Genaueres sei jedoch unklar.